# Ricardo Young
Ricardo Young Silva (São Paulo, 7 de fevereiro de 1957) é um empresário, professor e ambientalista brasileiro. Foi filiado à Rede Sustentabilidade (REDE), foi vereador do município de São Paulo, eleito nas eleições de 2012.
Descendente de norte-americanos sulistas de fé presbiteriana, Ricardo Young é palestrante em diversos temas relacionados a sustentabilidade urbana, liderança e responsabilidade empresarial e economia colaborativa, também é articulador de parcerias públicos privadas, tecnologias sociais e gestão inovadora. Como docente atualmente, integra o Instituto de Estudos Avançados da Universidade de São Paulo na cátedra de Cidades Globais. Young também é fundador da rede de escolas de idiomas Yázigi e da Casa Amarela, espaço de arte, cultura, sociedade e meio ambiente, desempenha também diversas atividades relacionadas a economia criativa e sustentabilidade.
Young já colaborou como articulista nas revistas Pequenas Empresas & Grandes Negócios e Franquias & Negócios, entre os anos de 1989 a 1993, bem como em outros jornais periódicos do país como O Estado de São Paulo, Folha de S.Paulo, Gazeta Mercantil, Valor Econômico, El País e Huff Post Brasil.

## Biografia

#### Juventude e formação
Na juventude, participou de movimento estudantil nas lutas contra a ditadura militar brasileira e pelas liberdades democráticas.
Ricardo Young possui pós-graduação em administração de empresas pela Faculdade IBMEC, um dos mais importantes grupos empresariais de educação do país, e também integrou o  PNBE – Pensamento Nacional de Bases Empresariais, onde foi o primeiro coordenador em gestões alternadas, tendo contribuído para o projeto de adoção de escolas públicas por parte de empresas e a criação do instituto PNBE.
Durante sua trajetória, aprimorou-se continuamente, com destaque para pós-graduação em administração pelo Ínsper; filosofia da educação pela Pontifícia Universidade Católica de São Paulo; liderança sistêmica pelo Instituto de Tecnologia de Massachusetts nos Estados Unidos; no programa política e complexidade do Schumacher College da Inglaterra e em The Global Wellbeing Lab 2.0 - Transforming Society and Economy, também no Instituto de Tecnologia de Massachusetts.

#### Carreira empresarial
Young foi presidente do Instituto Ethos e da ABF – Associação Brasileira de Franchising.
À frente do Instituto Ethos, fundou a Uniethos, sua divisão educacional, e projetou a entidade com importantes participações em fóruns internacionais. Foi integrante do grupo de empresários que iniciou no Brasil a disseminação do conceito da responsabilidade social empresarial com uma nova dimensão de negócios. Enquanto presidia o Instituto Ethos foi também o iniciador do Pacto de Integridade de Combate à Corrupção, numa iniciativa de uma articulação de entidades da sociedade civil, afim de constituir um  novo marco na luta contra a corrupção.
Pioneiro na luta pela sustentabilidade, foi um dos disseminadores em 2009 da "Carta da Terra" no Brasil, documento mundial que formula as bases éticas para uma nova interação humana no planeta, em equilíbrio social e ambiental. e um dos signatários do Manifesto “Brasil com S” que deu início ao projeto que resultou na candidatura de Marina Silva à presidência da República. Participou da fundação do Movimento Nossa São Paulo e do Fórum Amazônia Sustentável. Representou o Ethos no Fórum Econômico Mundial em Davos entre os anos de 2004 a 2010.
Sua experiência e discernimento estratégico de tendências nacionais e mundiais, fez com que integrasse conselhos de empresas e organizações sociais de destaque, como:
- Entre os anos de 2006 e 2008, a presidência do Global Compact;
- Entre 2010 e 2013, o conselho da Kimberly Clark;
- Entre 2009 e 2013, o conselho da Fibria;
- Entre 2011 a 2016, o conselho da Amata;
- Entre 2004 a 2008, a liderança mundial em responsabilidade social e responsável pela ferramenta de engajamento da AccountAbility;
- Entre 2006 a 2010, o conselho da GRI - Global Reporting Initiative;
- Entre 2007 a 2010, o conselho da ISE - Índice de Sustentabilidade Empresarial da Bovespa
- Entre 2007 a 2012, o conselho da Planeta Sustentável da Editora Abril;
- Entre 2008 a 2012, o conselho do Fundo de Práticas Sustentáveis do Banco Santander;
- Entre 2006 a 2010, o conselho gestor da Fundação Brasil de Direitos Humanos;
- Entre 2010 a 2012, o conselho do Centro de Estudos e Pesquisas em Educação, Cultura e Ação Comunitária (CENPEC);

Além disso, também foi sócio e membro do conselho de administração do Yázigi Internexus, uma rede internacional de ensino de idiomas que ajudou a fundar, ocupando o cargo até outubro de 2010; membro do Conselho da AFRAS – Associação Franquia Sustentável, organização sem fins lucrativos que visa fomentar as práticas de responsabilidade social e sustentabilidade nas empresas que fazem parte do sistema de franquias e fundador e membro do conselho do Todos pela Educação de 2006 a 2011.
No fim de 2007, aproximou-se da ex-ministra do meio ambiente Marina Silva, junto com outras lideranças empresariais e ambientais, e concebeu o movimento Brasil Sustentável, com o objetivo de engajar diversos segmentos sociais na construção de uma sociedade responsável, justa e sustentável.

### Carreira política

##### Campanha ao Senado por São Paulo (2010)

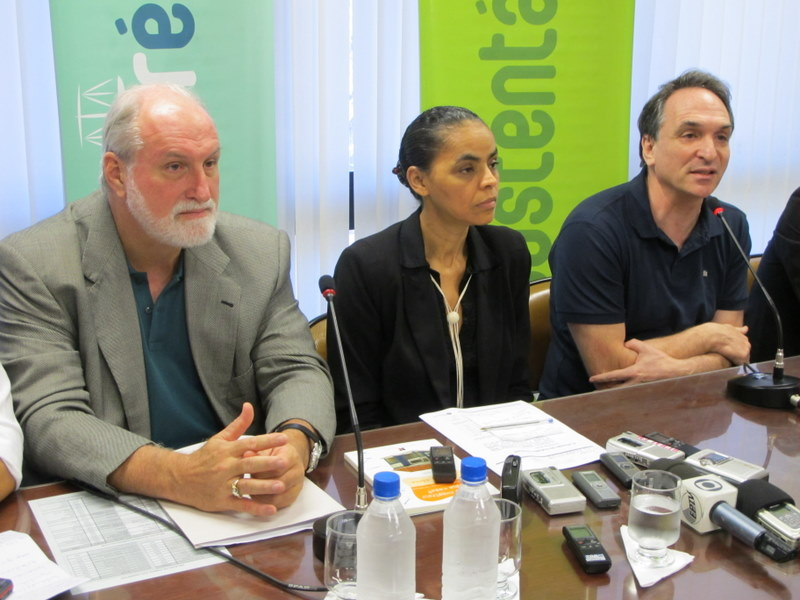
Ricardo Young em abril de 2010 durante divulgação da campanha acompanhado de Marina Silva e Fabio Feldmann.

A primeira participação de Ricardo Young em uma disputa eleitoral se deu nas eleições estaduais de São Paulo em 2010, quando filiado ao Partido Verde concorreu a uma das duas vagas ao Senado Federal pelo estado, em uma chapa que para a chefia do Palácio dos Bandeirantes era encabeçada pelo também ambientalista Fábio Feldmann, ex-tucano e secretário do meio ambiente no governo de Mário Covas. O anúncio oficial da candidatura deu-se em 11 de abril de 2010 em evento do partido.
Young sustentou suas propostas em falas de liderança empresarial e políticas na defesa da sustentabilidade, apesar de não ser eleito obteve a quarta colocação na disputa com 4.117.634 votos (11,2% dos válidos).

##### Eleições municipais em São Paulo (2012 e 2016)
Em 2012, lançou-se candidato a vereador da cidade de São Paulo pelo PPS, obteve votação de 42.098 votos, sendo eleito e empossado em janeiro de 2013. 
Em meio a janela partidária, filou-se em fevereiro de 2016 a Rede Sustentabilidade, partido que ajudou a fundar e a colaborar com a formação política de novos membros. Nas eleições do mesmo ano tornou-se candidato a prefeito de São Paulo por esse partido, a escolha da candidatura a vice-prefeito foi a da integrante do partido Carlota Mingolla, para a elaboração de seu programa de governo para a cidade obteve apoio colaborativo de 200 especialistas. No entanto, as urnas lhe concedeu a quinta colocação na disputa com 25.993 votos (0,45% dos votos válidos).

## Publicações
Autoria
- Young, Ricardo (2020). Yázigi a Internexus, Do: Uma viagem pelos 50 anos de uma franquia brasileira que se tornou global. São Paulo: Nobel. ISBN 9788521311430